# Aquis griseinigra
Aquis griseinigra är en fjärilsart som beskrevs av George Francis Hampson 1894. Aquis griseinigra ingår i släktet Aquis och familjen trågspinnare. Inga underarter finns listade i Catalogue of Life.